# Ruch Socjalistycznej Lewicy
Ruch Socjalistycznej Lewicy (port. Movimento de Esquerda Socialista, MES) był portugalską socjalistyczną partią polityczną, założoną krótko po rewolucji goździków. Ugrupowanie to zostało utworzone przez grupę progresywnych chrześcijan i radykalnych socjalistów, którzy opuścili Portugalski Ruch Demokratyczny w 1970, podczas dyktatury Marcelo Caetano. W 1974 do grupy tej przyłączyli się dysydenci z Partii Socjalistycznej.
Partia ta dwukrotnie brała udział w wyborach parlamentarnych: w 1975 i 1976, uzyskjąc odpowiednio 1,0% i 0,6% głosów. Partia została rozwiązana w 1981.
Pośród prominentów partyjnych byli m.in. César Oliveira, Jorge Sampaio, João Cravinho, Ferro Rodrigues i Augusto Mateus. Większość członków tego ugrupowania przyłączyło się potem do Partii Socjalistycznej, Rodrigues został jej liderem, a Sampaio został prezydentem Portugalii w 1996.
W czasie swojej działalności, MES wydawał kilka gazet i magazynów, takich jak: Esquerda Socialista, Poder Popular, Acção Sindical, Informação Militante i A Luta Continua.

## Wyniki wyborcze
| 1975 | Zgromadzenie Konstytucyjne | 58 248 | 1,0% | 0 |
| 1976 | Zgromadzenie Republiki     | 31 332 | 0,6% | 0 |